# 944 (číslo)
Devět set čtyřicet čtyři je přirozené číslo. Římskými číslicemi se zapisuje CMXLIV a řeckými číslicemi ϡμδ´. Následuje po čísle devět set čtyřicet tři a předchází číslu devět set čtyřicet pět.

## Matematika
944 je:
- Deficientní číslo
- Složené číslo
- Nešťastné číslo

## Astronomie
- (944) Hidalgo je planetka, kterou objevil v roce 1920 Walter Baade
- NGC 944 je čočková galaxie v souhvězdí Velryby

## Roky
- 944
- 944 př. n. l.